# Tragopa pumicata
Tragopa pumicata är en insektsart som beskrevs av Carl Stål. Tragopa pumicata ingår i släktet Tragopa och familjen hornstritar. Inga underarter finns listade i Catalogue of Life.